# Šepulje
Šepulje este o localitate din comuna Sežana, Slovenia, cu o populație de 80 de locuitori.